# ایشین سودن

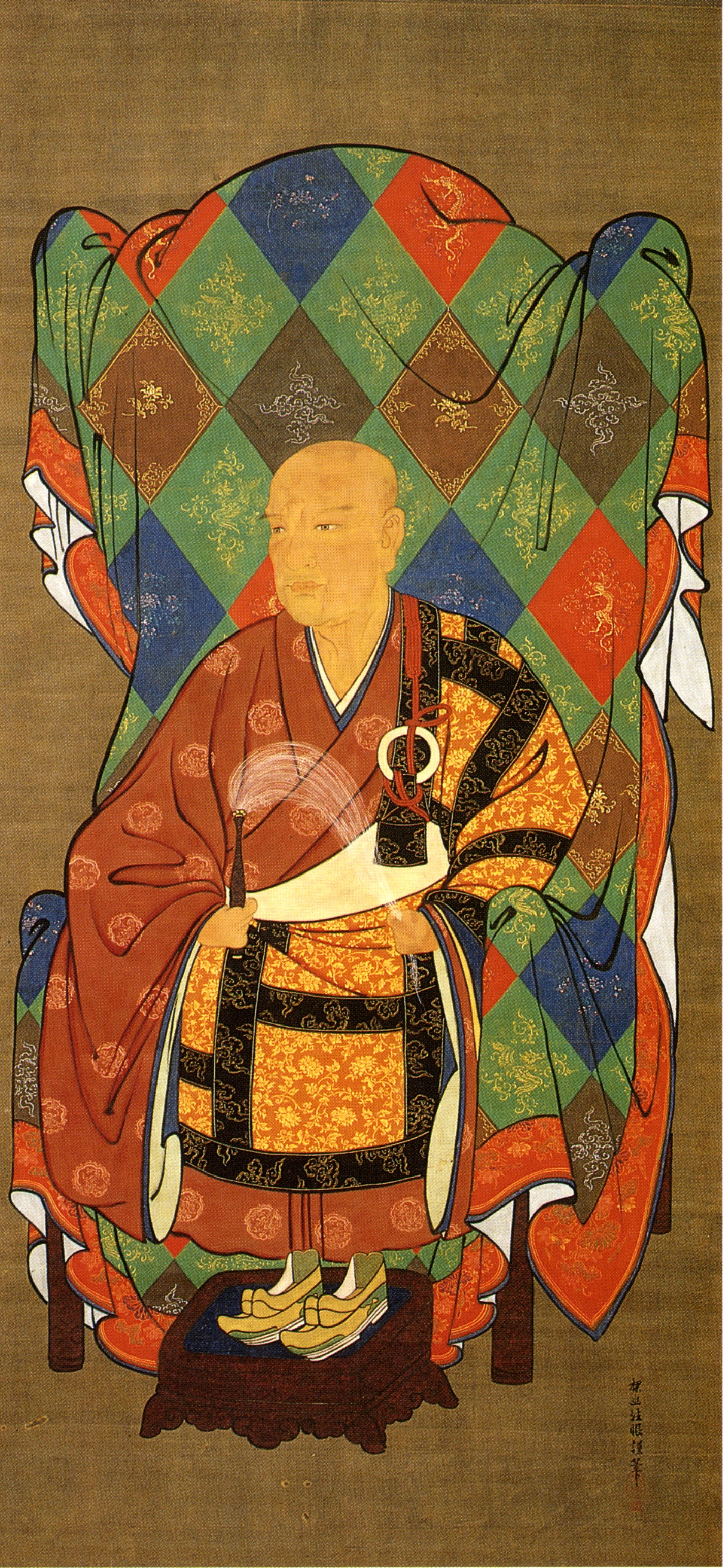
ایشین سودن

ایشین سودن (به ژاپنی: 以心崇伝 Ishin Sūden) یا کونچی‌این سودن (به ژاپنی: 金地院崇伝 こんちいん すうでん Konchiin Suden) یک راهب ذن، رینزایی-ذن بود. او مشاور توکوگاوا ایه‌یاسو بعد توکوگاوا هیده‌تادا و توکوگاوا ایه‌میتسو در مسائل دینی و امور خارجه بود.